# Atletica leggera ai Giochi della III Olimpiade - 60 metri piani
La gara dei 60 metri piani dei Giochi della III Olimpiade si tenne il 29 agosto 1904 al Francis Field della Washington University di Saint Louis.

## Risultati
Le batterie si corrono in mattinata. La finale è prevista nel pomeriggio.

### Batterie
Si disputano 4 batterie: i vincitori sono ammessi direttamente alla finale; i secondi classificati disputano il turno di ripescaggio.
1ª batteria
| Pos. | Atleta          | Nazione     | Tempo |
| ---- | --------------- | ----------- | ----- |
| 1    | Clyde Blair     | Stati Uniti | 7"0 = |
| 2    | Meyer Prinstein | Stati Uniti | n/d   |
| ?    | William Hunter  | Stati Uniti | n/d   |
| ?    | George Poage    | Stati Uniti | n/d   |

2ª batteria
| Pos. | Atleta          | Nazione     | Tempo |
| ---- | --------------- | ----------- | ----- |
| 1    | Bill Hogenson   | Stati Uniti | 7"0 = |
| 2    | Frank Castleman | Stati Uniti | n/d   |

3ª batteria
| Pos. | Atleta           | Nazione     | Tempo |
| ---- | ---------------- | ----------- | ----- |
| 1    | Archie Hahn      | Stati Uniti | 7"2   |
| 2    | Bobby Kerr       | Canada      | n/d   |
| 3    | Lawson Robertson | Stati Uniti | n/d   |
| 4    | Béla Mező        | Ungheria    | n/d   |

4ª batteria
| Pos. | Atleta        | Nazione     | Tempo |
| ---- | ------------- | ----------- | ----- |
| 1    | Fay Moulton   | Stati Uniti | n/d   |
| 2    | Nate Cartmell | Stati Uniti | n/d   |

### Ripescaggio
Serie unica: i primi due sono ammessi alla finale.
| Pos. | Atleta          | Nazione     | Tempo |
| ---- | --------------- | ----------- | ----- |
| 1    | Frank Castleman | Stati Uniti | 7"2   |
| 2    | Meyer Prinstein | Stati Uniti | 7"2   |
| ?    | Nate Cartmell   | Stati Uniti | n/d   |
| ?    | Bobby Kerr      | Canada      | n/d   |

### Finale
Archie Hahn parte sullo sparo; guadagna immediatamente un metro sugli avversari e va a vincere eguagliando il record olimpico.
| Pos.    | Atleta          | Nazione     | Età | Tempo |
| ------- | --------------- | ----------- | --- | ----- |
| Oro     | Archie Hahn     | Stati Uniti | 24  | 7"0 = |
| Argento | Bill Hogenson   | Stati Uniti | 20  | 7"2   |
| Bronzo  | Fay Moulton     | Stati Uniti | 28  | 7"2   |
| 4       | Clyde Blair     | Stati Uniti | 23  | 7"2   |
| 5       | Meyer Prinstein | Stati Uniti | 26  | n/d   |
| 6       | Frank Castleman | Stati Uniti | 27  | n/d   |

## Galleria d'immagini

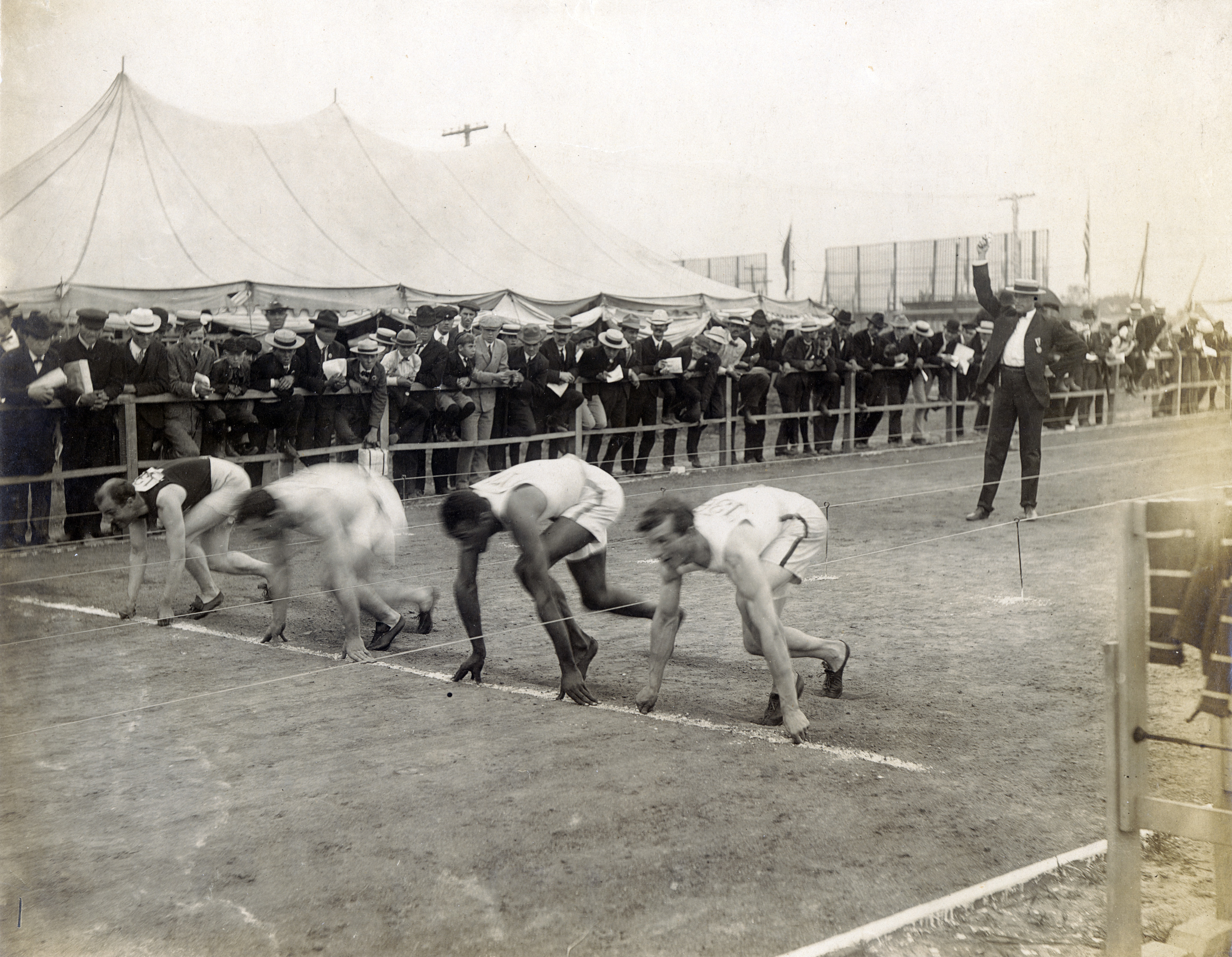
La partenza della prima batteria.
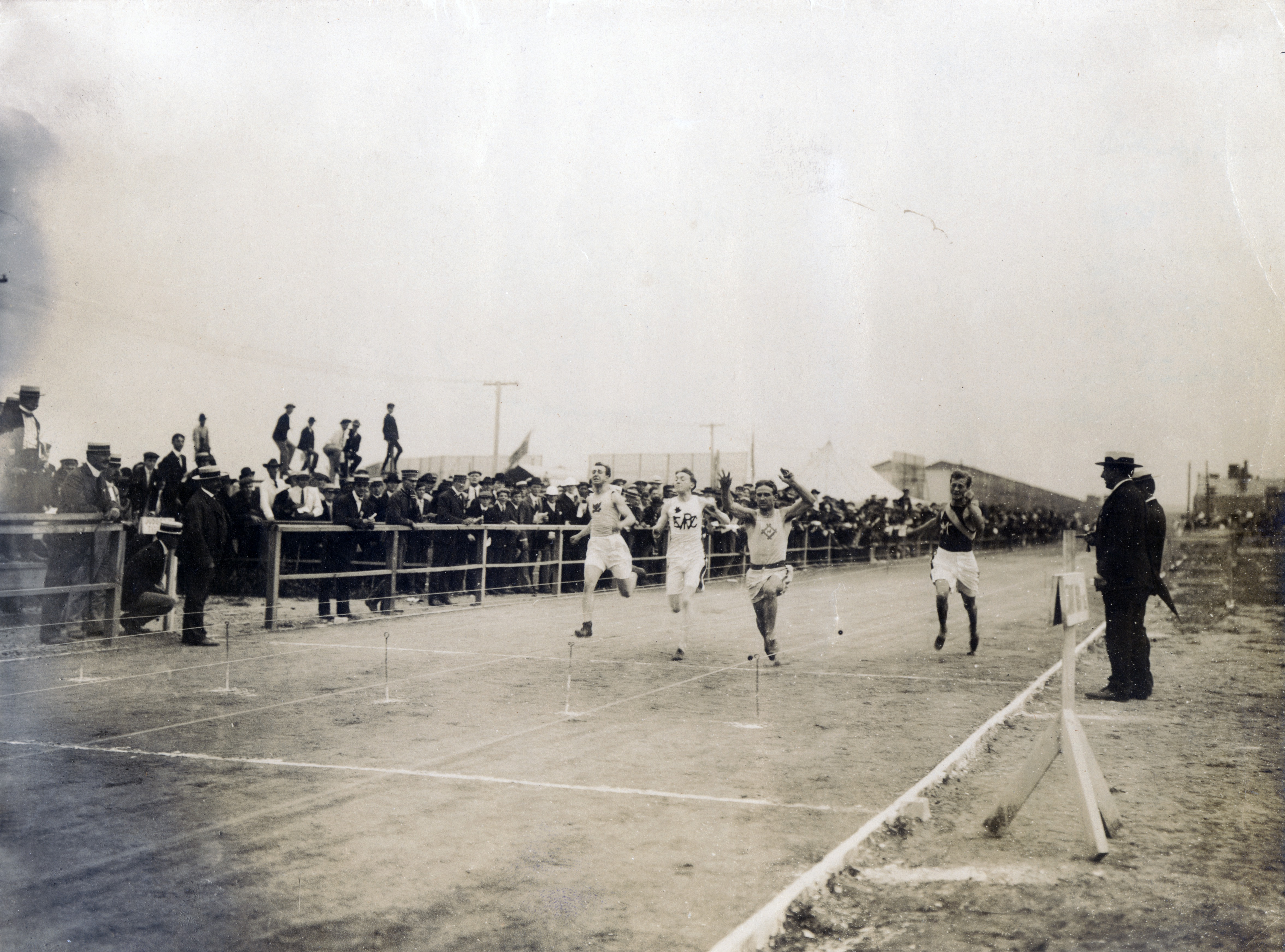
Archie Hahn vince la terza batteria
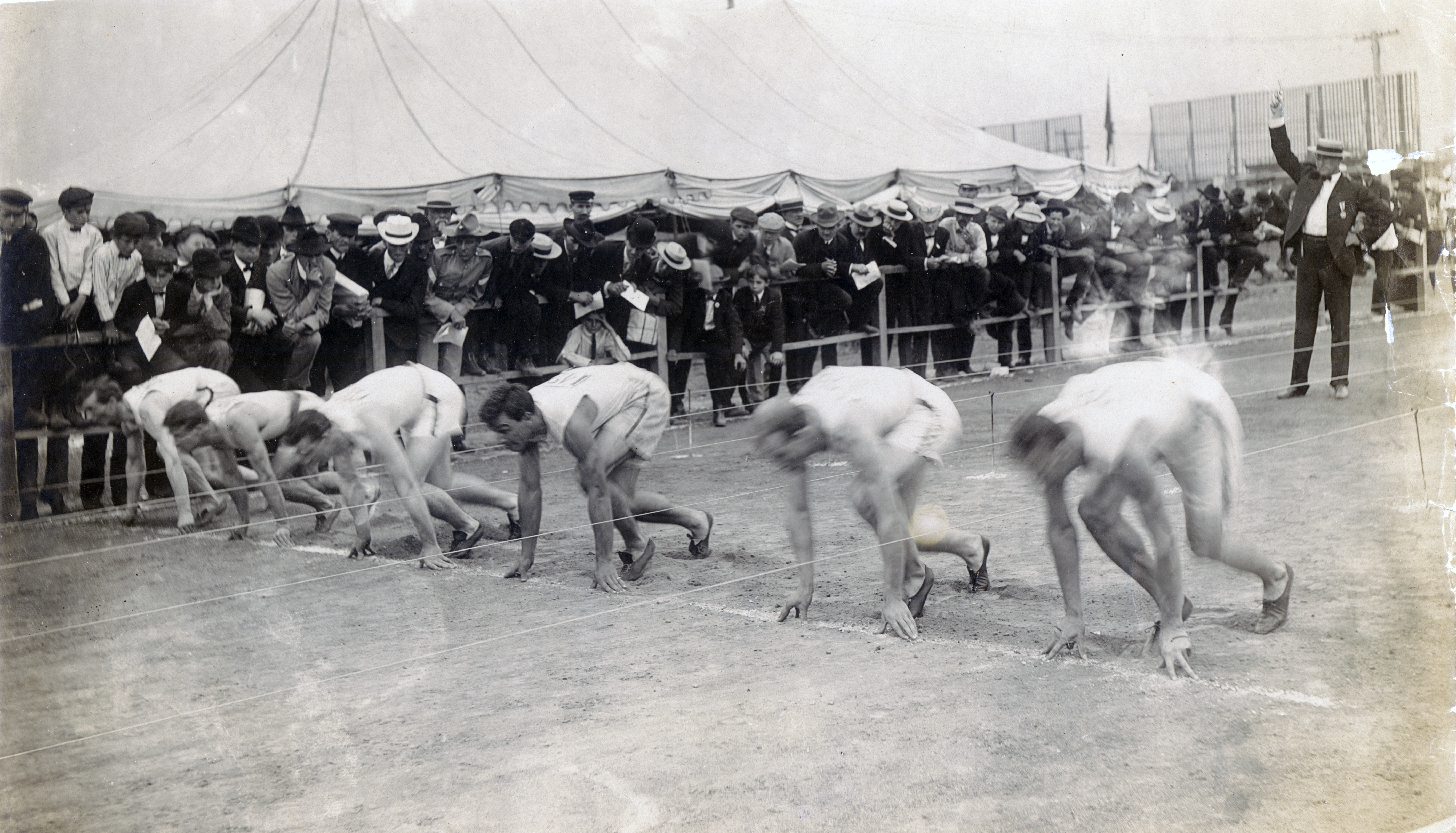
La partenza della finale